# Tia gỗ
Tia gỗ là tổ chức của các tế bào mô mềm xếp theo chiều ngang của thân cây. có chức năng dẫn truyền và dự trữ chất dinh dưỡng theo chiều ngang thân cây.
Cấu tạo thô đại:
- Trên mặt cắt ngang, tia gỗ có hình những dây xuyên tâm.
- Trên mặt cắt xuyên tâm, thường là các dây đứt đoạn.
- Trên mặt cắt tiếp tuyến, tia gỗ là các điểm.

Tham gia cấu tạo thân cây:
- Với cây lá kim, tia gỗ chiếm 5-6% thể tích thân cây
- Với cây lá rộng, tia gỗ chiếm từ 10-20% thể tích thân cây.